# André Grandclément
Pour les articles homonymes, voir Grandclément.
André Marie Hubert Grandclément, dit « Bernard », né le 28 juillet 1909 à Rochefort et abattu le 27 juillet 1944 à Saugnacq-et-Muret, est un résistant français de la Seconde Guerre mondiale.
Courtier en assurances à Bordeaux, il fonde en 1941 un réseau de résistance dans le Bordelais. Ayant rejoint en 1942 l'Organisation civile et militaire (OCM), il en devient le responsable en Aquitaine (région B), et grâce à l'aide du service de renseignement britannique Special Operations Executive (SOE), développe fortement son réseau dans la région, armant et formant plusieurs milliers d'agents.
Arrêté en septembre 1943, il négocie une coopération avec le chef régional de la Gestapo, Friedrich Dohse, sur la base de leur anticommunisme commun. Il livre notamment des caches d'armes, contre la libération de nombreux prisonniers du réseau. Mais tous ses camarades ne sont pas convaincus par la pertinence de cet accord avec les Allemands, et les tensions entre partisans et opposants de l'accord désorganisent la Résistance dans le Bordelais. Au bout d'un an, soupçonné d'imprudences graves, voire de trahison, André Grandclément accepte finalement d'être envoyé à Londres, mais est en fait conduit auprès d'autres résistants pour être jugé. Considéré par eux comme coupable, il est ensuite exécuté par les hommes de Roger Landes, chef du réseau Actor du SOE de Bordeaux. Sa femme, Lucette Grandclément, et son garde du corps sont exécutés en même temps.
L'affaire Grandclément a considérablement affaibli la résistance intérieure française dans la région bordelaise jusqu'à la Libération, spécifiquement les réseaux de l'OCM et du SOE, envenimant également les relations des résistants bordelais, des échanges locaux entre les mouvements jusqu'à leurs relations avec leur hiérarchie au niveau national. Les actes d'André Grandclément et leurs conséquences ont fait l'objet de nombreuses analyses par les historiens, et sont encore sujets à des interprétations très variées.

## Biographie

### Entre-deux-guerres
Fils de l’amiral Raoul Gaston Grandclément et d’Amélie de Barolet, André suit dans sa jeunesse les affectations de son père. Élève chez les jésuites au collège Franklin dans le 16e arrondissement de Paris, il y noue une amitié avec Marc O'Neill, futur officier. À la fin de l'adolescence, il interrompt les cours de Franklin pour l'université de Beyrouth où son père vient de prendre le commandement de la division navale de Syrie, puis pour le lycée de Tunis. Il passe ses bacs à Paris, dort au collège Massillon et étudie au lycée Saint-Louis. Au moment d'entrer en classe préparatoire à l'école navale, il rencontre sa future première femme Geneviève Toussaint, surnommée « Myssett », se fâche avec son père et renonce à poursuivre ses études. En octobre 1928, il entre dans l'armée, d'abord comme simple soldat dans un corps de tirailleurs sénégalais. Rapidement, il suit les cours d'élève-officier. Le 7 novembre 1929, il épouse Geneviève religieusement à l’église Notre-Dame-de-France de Bizerte. Ils auront cinq enfants, dont trois mourront en bas âge ; seules survivront deux filles, Ghislaine et Francine.
En poste à Sfax, il annonce à son père, en septembre 1930, son désir de quitter l'armée. En 1931, André et Mysset s'installent à Toulon. L’année suivante, ils sont à Saint-Maixent-l'École. André n'a pas quitté l'armée, mais entre, pour deux ans, dans l'école d'officier. En même temps, il fait son droit à Poitiers. En 1934, il fait une grave chute de cheval, tombe malade (les lettres évoquent une tuberculose avec hémoptysie). Il quitte Saint-Maixent pour l'hôpital militaire de Clamart. Il est en congé maladie. En 1935, grâce à un cousin agent d'assurances, Paul Pierson, il entre à la Mutuelle Vie et s'installe avec Myssett à Bordeaux, 13, rue Basse. En 1937, la commission de réforme renouvelle sa pension à titre définitif, au taux de 100 %. Il travaille pour l’Union Vie à Annecy. En 1938, le couple déménage : Grandclément installe son bureau au 44 rue Ferrère. Bientôt, les discordes se multiplient et le couple décide de se séparer. André s'installe au 34 cours de Verdun, où il dirige une affaire d'assurances.

### Seconde guerre mondiale

#### La drôle de guerre
À la déclaration de guerre, bien que réformé à 100 %, il obtient d’être déclaré « bon pour le service ». À la fin de l'année 1939, il rencontre Lucette Tartas qui a eu un fils, Christian, né vers 1930 de son premier mari, Philippe Rigou.
En février 1940, il rejoint son unité, le 5e R.I.C.. En mai, il s'illustre dans les Ardennes, lors de la bataille de Stonne, et il est cité à l'ordre de la division pour son action. Le 12 juin, il est toutefois hospitalisé à Toulouse. À l’armistice, il est démobilisé et rejoint Bordeaux. Il est pendant quelque temps proche de la position collaborationniste de Pétain : anticommuniste, il se tourne vers le régime de Vichy, professe des opinions royalistes et s’attache à la personne du colonel de La Rocque, fondateur des Croix-de-Feu, puis du P.S.F. (Parti social français). Il en devient même l'officier d'ordonnance officieux.

#### La Résistance

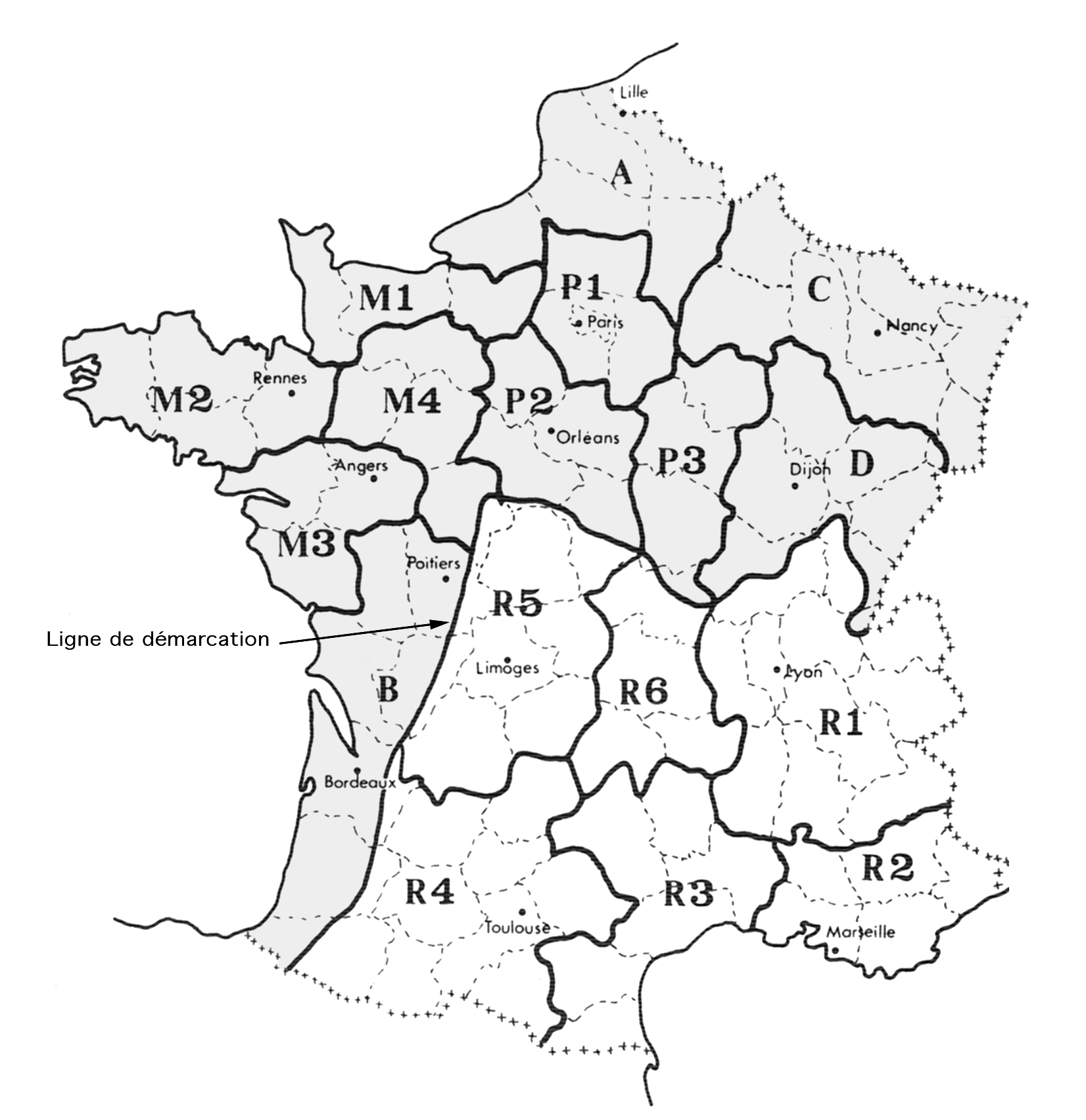
L'organisation des différentes régions de la Résistance.

Fin août, désormais colonel en retraite - son unité étant démobilisée -, il retourne à Bordeaux et reprend ses activités dans les assurances. Mais la politique servile de Vichy à l’égard des Allemands finit par l’écœurer. Il tourne définitivement le dos à la Révolution nationale et entre dans la Résistance en 1941, comme le fait de son côté La Rocque, et comme lui conseille également son amiral de père. Au printemps 1942, Alain Boyau lui propose, au nom du général Jouffrault (oncle d'André) et de Marc O'Neill (son ami d'enfance), d'entrer à l'Organisation civile et militaire (OCM), un réseau de résistance. Il rencontre alors à Paris le colonel Touny, chef de l'OCM, qui le nomme responsable de la région B (le territoire occupé allant de Poitiers à Bayonne) en remplacement du commandant Léo Paillère. Entré en résistance sous le nom de guerre de « Bernard », il est chargé, pour ses débuts, de prendre contact avec tous les petits groupes épars dans la région et de les rassembler au sein d'une organisation qu'il a baptisé « France vivra »,.
Il accomplit sa tâche, avec l'aide du commandant Rollot qui commande en second (à partir de mai), en regroupant sous ses ordres la majeure partie de la résistance non-communiste de la région. Son réseau comprend un état-major, cinq groupes de combat, une équipe s'occupant des parachutages. Des camps d'entrainement au maniement des armes existent à Bordeaux, Arcachon, Facture ; des maquis sont organisés en Corrèze et dans les Landes ; une filière d'évasion et une liaison radio avec Londres complètent le dispositif. En octobre, il engage comme secrétaire une cousine de Lucette, Arlette Caussé, pour la faire échapper au STO. Le 20 janvier 1943, il épouse Lucette Tartas. 
Claude de Baissac, chef du réseau Scientist du SOE depuis juillet 1942, et parachuté en France près de Châteauroux est informé par France Antelme de l'existence à Bordeaux de la très forte organisation de résistance (plusieurs centaines de personnes) dirigée par Grandclément, désireuse de recevoir armes et matériel. Le contact est établi et l'entente vite réalisée : Grandclément apporte ses groupes et ses contacts de l’OCM, et Claude de Baissac apporte les moyens du SOE, c'est-à-dire les armes qu'il fait venir d'Angleterre par parachutage. Les liens entre les deux réseaux sont alors assez forts, leurs agents ayant souvent une double appartenance. Jusqu'à soixante terrains de parachutage sont homologués par Londres. En avril, l'appartement de Grandclément, cours de Verdun, devient un véritable salon où se retrouvent, pour parler de résistance entre amis, Claude de Baissac et sa sœur Lise, Roger Landes, Jean Renaud-Dandicolle et Charles Hayes (tous agents du SOE), et Jouffrault père et fils, Charles Corbin, Roland Chazeau et André Maleyran (les principaux chefs du réseau de Grandclément). Mi-1943, le nombre de parachutages d'armes est estimé à 150, et les troupes équipées à 42 000 combattants potentiels.

#### Arrestation
Fin juin 1943, le démantèlement du réseau Prosper-PHYSICIAN (réseau SOE parisien) par le travail conjoint de la police française et des services allemands permet, du fait des fautes répétées des agents SOE concernant le cloisonnement, d'étendre les arrestations aux réseaux de résistance affiliés. En juillet, un des adjoints de Grandclément, Christian Fossard, est arrêté par le commissaire Poinsot, qui remonte une filière de réfractaires au STO,. La police française le livre à Friedrich Dohse, le chef de la Gestapo à Bordeaux. Fossard parle et livre notamment l'adresse de Grandclément, son chef, qui tient un fichier de ses subordonnés,. À la fin du mois, les Allemands découvrent le fichier des membres du réseau, ce qui provoque une centaine d'arrestations, dont celle du général Jouffrault. Rollot passe en Espagne, remplacé par le colonel Thinières, qui doit lui aussi se mettre au vert à l'arrestation de sa femme.
Grandclément, qui a fui à Paris, échappe au coup de filet. Mais la chute du réseau Prosper a entraîné par répercussion également un grand nombre d'arrestation dans le réseau Scientist, et obligé notamment Claude de Baissac à retourner en Angleterre et à laisser la direction de son réseau à « Bernard » (Grandclément) et « Aristide » (Roger Landes),. Parmi les personnes arrêtées se trouve Arlette Caussé, tout comme Lucette Grandclément et Frédéric Jouffrault le 31 juillet ; Corbin est également appréhendé mais relâché peu après. Grandclément, introduit par de Baissac dans le réseau SOE, est poursuivi de tous côtés ; il souhaite se livrer en apprenant l'arrestation de sa femme, mais Touny l'en dissuade. Le 19 septembre, identifié par Jacques Desoubrie au Café de Madrid à Paris, il est finalement arrêté, puis transféré à Bordeaux le 23. Dohse l'interroge et lui montre ce qu'il sait : les noms des agents du SOE et de l'OCM, les lieux de rendez-vous, l'emplacement des dépôts d'armes...
Constatant son anticommunisme viscéral, Dohse propose à Grandclément un pacte : qu'il livre les dépôts d'armes et ses camarades - dont sa femme - arrêtés seront libérés ; les Allemands pourront se concentrer, la menace maquisarde écartée, sur la menace communiste. Jouffrault a déjà, à la suite des interrogatoires qu'on lui a fait subir, accepté de servir d'intermédiaire entre les responsables de plusieurs départements et les autorités allemandes, ce qui a contribué aux arrestations suivantes. Couvert par ses chefs, et en accord avec le lieutenant Rudolf Kunesch, à la tête de la section B (résistance gaulliste, maquis, parachutages) du même service, Dohse accorde le 24 quelques heures de liberté à Grandclément pour convaincre ses subordonnés. Grandclément rejoint donc Charles Corbin (« Police »), qu'il retrouve en compagnie de Roger Landes et de Marcel Defence, un autre agent SOE. Corbin semble suivre la proposition de Grandclément, mais Landes et Defence y sont opposés. Landes avoue plus tard avoir eu l'intention de tuer dans l'instant Grandclément, mais la présence de l'épouse de Corbin et de sa fille (que Landes épousera après la guerre) l'en a empêché,. Grandclément, à défaut de les convaincre, leur annonce qu'il va livrer le plan des caches d'armes ; il part dans une voiture de la Gestapo, que les agents du SOE ne peuvent suivre. Defence, après avoir évacué toutes les caches qu'il connaissait, part alors à Paris pour faire un rapport à Marc O'Neill ; Londres est prévenu que les parachutages dans la région doivent être stoppés.

#### Application de l'accord Grandclément-Dohse
Comme prévu entre Dohse et Grandclément, un tiers des stocks d'armes existants sont livrés (935 containers, soit 45 tonnes d'équipement), plus d'une centaine de personnes sont libérées (environ la moitié des prisonniers de l'OCM - entre 80 et 182) et des arrestations prévues sont annulées. Dohse va jusqu'à Paris pour convaincre ses chefs qu'il aura de meilleures chances de nettoyer la Résistance dans sa région si les hommes qu'il détient encore sont traités comme des prisonniers de guerre, comme il l'a promis à Grandclément ; sa hiérarchie ne le suit toutefois pas totalement, continuant à déporter « Nacht und Nebel » certains résistants (tels Jouffrault père et fils). Certains stocks, tels ceux de Morcenx et de Rion-des-Landes restent aux mains de la Résistance, et certains chefs, comme Léonce Dussarrat (« Léon des Landes »), préfèrent passer dans la clandestinité plutôt que de rencontrer Grandclément. Selon Dohse, Grandclément et ses hommes détourneront également une trentaine de tonnes d'équipement à leur propre profit. Dans la nuit du 13 au 14, Charles Hayes est pris avec d'autres résistants en Gironde ; lui refuse la proposition que lui fait Dohse et est éliminé par les Allemands en 1944.
Grandclément négocie ensuite avec Dohse la transformation de ses réseaux en « maquis blancs » destinés à lutter non plus contre les Allemands mais contre les communistes, après le départ des troupes allemandes. La première occasion est le maquis de Lencouacq, détecté par la Wehrmacht, et dont Dohse parle à Grandclément ; celui-ci s'y rend avec Malleyran et Chazeau, ses adjoints, et propose aux maquisards de rejoindre l'accord pour lutter contre les communistes. Selon Dominique Lormier, le fils du colonel Rollot prend sur lui d'accepter la proposition séance tenante, mais le chef du maquis Guy Saramagnan interroge tout de même ses supérieurs de l'OCM : le colonel de Marguerittes affirme que toute tractation avec l'ennemi est un acte de haute trahison, puni de mort. Le fils Rollot est donc fusillé par ses camarades le 1er novembre. Selon l'un des responsables de la région, les maquisards ont proposé, pour se débarrasser de leurs visiteurs, d'organiser la visite du camp en présence de Dohse. Lorsque ce dernier et Grandclément arrivent, les maquisards leur ont tendu une embuscade ; Chazeau est tué, les autres s'enfuient. Le maquis quitte ensuite Lencouacq pour la forêt de Geaune, tandis que son ancien site est investi par l'armée allemande. Grandclément de son côté se plaint auprès du professeur Joubert de la tuerie. Fin octobre, une réunion d'état-major a lieu à Bordeaux : sont présents de Marguerittes, le commandant Eugène Camplan, récent successeur de Grandclément, Yvon Toussaint et Joubert. De Marguerittes, dont l'adjoint vient d'être abattu à Morcenx, demande la convocation du comité national de l'OCM, pour juger ceux qu'il considère désormais comme des traîtres : Grandclément et Malleyran. Camplan, sans prendre parti, confie la demande à la direction de l'OCM ; Alfred Touny la refuse,. Les actions des responsables de l'OCM, noyautée par les renseignements allemands, sont sans effet face à celles de Dohse.
Dohse témoigne après la guerre de plusieurs rencontres avec des résistants, à l'instigation de Grandclément (parfois même en sa présence et celle de sa femme) : le père Piquet (qui joue alors un rôle important dans la Résistance), Alain Boyau (du comité national de la Libération, qui avait introduit Grandclément à l'OCM), Charles Corbin (OCM-SOE), le commissaire Pelletier (officier de liaison du CNR) à Paris. D'après Dohse, il leur fournit, à la demande de Grandclément, des permis de port d'armes, des lettres de sauvegarde et des laissez-passer.
En novembre, le colonel Rollot, à Alger, envoie le DMR Claude Bonnier « Hypoténuse » à Bordeaux, pour coordonner les actions des Alliés et de la Résistance ; l'affaire Grandclément est également de son ressort, et il est chargé d'y mettre bon ordre. Le même mois, Dohse accorde à Grandclément un nouveau jour de sortie, au cours duquel il fait connaître la demande de Dohse de rencontrer son successeur, Camplan, en vue de préparer une rencontre entre le colonel Machule, KdS de Bordeaux, et le général Giraud. De leur côté, Corbin et Landes ont passé leurs derniers mois à colmater les brèches pratiquées par Grandclément et Dohse, Corbin obtenant par ses relations dans la police les emplacements des futures zones que Grandclément doit localiser, et Landes se chargeant alors de les nettoyer au préalable. En novembre, trop exposés, ils passent tous deux la frontière espagnole, arrivent à Gibraltar fin décembre et à Londres en janvier. Ils y rendent compte des actions de leur ancien compagnon. Landes, qui a coupé les ponts avec son ancien réseau, « grillé », et a commencé à monter le nouveau Actor, y est même suspecté d'être à l'origine des arrestations de Scientist. Il est finalement blanchi,. En décembre, deux émissaires (le colonel Thinières et le professeur Joubert) se rendent en Algérie, avec l'accord tacite de Dohse - et de celui d'Heinrich Himmler en personne, afin de soumettre un projet de pacte global entre les troupes allemandes et la résistance non communiste à l'approbation du général de Gaulle. Touny, espérant gagner du temps et ralentir les arrestations, donne son accord, malgré l'opposition de de Marguerrittes et du commandant Paillère ; en échange, d'autres prisonniers (dont la femme de Thinières) sont alors libérés. Les deux émissaires sont également chargés par Camplan de se faire confirmer la régularité de la mission confiée à « Hypoténuse ».
Le 5 janvier 1944, le pacte est soumis à de Gaulle, qui le refuse et fait emprisonner pour un temps les émissaires dans le sud algérien,. Camplan, en conflit régulier avec Bonnier, se méfiant l'un de l'autre, refuse de couper les ponts avec Grandclément. Convoqué par l'OCM à Paris le 18 janvier pour éclaircir ce dernier point, il part en train mais descend à Angoulême et disparaît (en 1946, son corps sera retrouvé non loin de Ruffec). Camplan a-t-il été victime d'agents doubles qui l'accompagnaient, ou de l'ordre d'un responsable de la Résistance nationale (Lormier mentionne Jean de Vogüé)? Le lendemain, trop tard, un message personnel, destiné à rassurer Camplan sur Bonnier, est diffusé : « Chez Dupont, tout est bon ! » Selon certaines sources, l'arrestation du délégué « Hypoténuse » le 10 février (qui se suicide aussitôt) est une vengeance des fidèles de Camplan, qui supposent que le BCRA avait décidé d'éliminer leur chef, et dénoncent alors Bonnier aux Allemands,.
En mars, Roger Landes, devenu major, est à nouveau en mission sur Bordeaux, chargé de réunir les différentes organisations à tout prix. Le 4 juillet, Londres envoie un message par la BBC : « Attention, Grandclément, Noël et Renaudin sont des traîtres ».

#### Exécution
Grandclément est toujours protégé par de nombreux résistants qui lui font encore confiance, et se méfient désormais des autres réseaux. Ils se cachent avec lui et sa femme à Pyla-sur-Mer. Grandclément se met alors à la rédaction d'un plaidoyer pour défendre sa position auprès de de Gaulle ; après s'être débarrassé de la surveillance de la Gestapo, il tente d'obtenir un avion pour rejoindre Londres. Pour le capturer, les agents du SOE d'Actor lui font croire qu'ils ont pour ordre de le ramener en Angleterre, où il aura l'occasion de s'exprimer. Accompagné de sa femme et de Marc Duluguet, un résistant de Biganos qui a accepté de lui servir de garde du corps, Grandclément est placé sous bonne garde près de Belin. Roger Landes les rejoint pour tenir une forme de tribunal - passant outre au souhait de ses camarades de les abattre tous les trois séance tenante. Laissant toujours croire à son prisonnier principal qu'il va pouvoir regagner Londres, Landes interroge Grandclément et ses compagnons plusieurs heures durant.
Après les interrogatoires, les conclusions des résistants présents sont toujours les mêmes : leurs trois prisonniers doivent être exécutés. Le 27 juillet 1944, tous partent en deux voitures jusqu'au lieu-dit Le Muret, où se trouve un maquis. André Bouillard abat Grandclément ; Christian Campet se charge de Duluguet et Landes s'occupe lui-même de l'exécution de Lucette Grandclément. Bien qu'il apprît après la guerre que Lucette Grandclément était opposée au pacte avec Dohse, le chef du réseau SOE expliquera plus tard avoir conclu qu'il ne pouvait pas la laisser partir, compte tenu du risque qu'il aurait fait courir à son groupe. Ayant utilisé pour la première et dernière fois son pistolet, il n'aurait pas dormi pendant une semaine après l'exécution. Les membres du maquis s'occupent alors de brûler les corps et de les cacher, tandis que Landes et ses agents repartent pour Bordeaux pour rendre compte à Londres de l'opération. Londres approuve le résultat. Les proches de Grandclément, tels André Noël, seront éliminés également.
Les corps sont identifiés succinctement dans leurs sépultures précaires le 27 décembre 1944, puis à nouveau le 5 septembre 1946, retirés enfin de la forêt et enterrés dans le cimetière de la commune voisine. Les dépouilles du couple Grandclément sont déplacées en 1947 au cimetière de Pompignac, dans le caveau de la famille de la mère de Lucette (Chastel), sur le sommet duquel est placée une plaque : « Aux martyrs de la Résistance. Lucette et André Grandclément, lâchement assassinés le 27 juillet 1944 ». Après la guerre, la famille Duluguet tente de réhabiliter leur fils Marc ; selon Dominique Lormier, Roger Landes les menace pour éviter que le cas ne soit rouvert.

## Trahison ou non?
Plusieurs interprétations de l'attitude de Grandclément et de la justification de son exécution sont soutenues par les historiens. Même si, après guerre, l'historiographie officielle représente Grandclément comme un simple traître, qui n'a fait que retourner sa veste, il y a toutefois un consensus ultérieur sur sa sincérité, pensant a priori réellement que son pacte avec les forces allemandes était son devoir en tant que Français. De même, l'ensemble des arrestations qui frappent la région lui sont attribuées a posteriori, et pour ses adversaires tels que Roger Landes, les libérations qu'il a obtenues n'ont concerné que ceux qui ont accepté de travailler ensuite pour lui.
L'interprétation majoritaire quant aux actes de Grandclément est celle d'une trahison et d'un pacte avec l’ennemi. Cette analyse est soutenue par Arthur Calmette, Gilles Perrault ou Michel Slitinsky. Ce dernier précise que tous les groupes qui ont succédé à Grandclément ont été victimes de cette trahison, puisque la confusion installée par les Allemands empêche de savoir qui a trempé ou non dans l'affaire. Certains, tels René Terrisse, Michel Chaumet et Guy Penaud, minimisent toutefois la trahison en mettant en avant le grand nombre de libérations obtenues et le nombre mineur d’armes remises aux Allemands. D'autres auteurs remarquent qu'une grande partie des arrestations n'est pas directement liée à la trahison de Grandclément, mais simplement aux aveux faits par les résistants sous la torture, même si les rescapés en font porter la responsabilité (directe ou non) aux actes de leur ancien chef. Terrisse souligne de son côté que Grandclément a sciemment protégé certaines régions, telle celle d'Arcachon, des investigations allemandes.
L'historien Alain Guérin, quant à lui, estime que si la trahison de Grandclément est complexe, des auteurs comme Dominique Venner, essayiste français d'extrême droite, ou René Terrisse n'hésitent pas à tenter de réhabiliter sa mémoire sans tenir compte des éléments de l'époque.
Quelques auteurs estiment enfin que le nœud de l'affaire est lié à un conflit interne à la Résistance, thèse directement évoquée dans le plaidoyer de Grandclément, qui explique avoir obtenu la libération de ceux de ses hommes ayant été « trahis par les Anglais ». Pour Dominique Lormier, Grandclément aurait été exécuté car Roger Landes avait découvert qu'il connaissait la véritable raison du démantèlement de l'OCM et du SOE dans le Sud-Ouest, à savoir l'opération Starkey : elle impliquait l'activation d'une partie de la Résistance en Aquitaine, pour faire croire à Hitler à l'imminence d'un débarquement en France en septembre 1943 dans la région, tandis que les Alliés préparaient l'invasion de l'Italie,. Dohse pourrait également avoir été un agent double travaillant pour les services britanniques, et en rapport avec le SOE via Roger Landes ; Landes aurait pu vouloir enfin couvrir Corbin (dont il épouse la fille) quant aux relations de celui-ci avec Dohse, qu'il a également rencontré. L'hypothèse de l'intoxication des services allemands par les Britanniques, en se servant du réseau de Grandclément, est également défendue par le correspondant de guerre Charles Wighton. Daniel Grandclément, un cousin éloigné du résistant, évoque même la possibilité qu'André Grandclément n’ait pas été exécuté, en se basant sur différentes incohérences de comportement des membres de sa famille après la guerre.
Tous s'accordent sur le fait que l'« Affaire Grandclément » est la cause principale, voire unique, de la désorganisation totale de la résistance bordelaise, région « pourrie » pour le BCRA, dans laquelle les différentes factions résistantes vont s'entredéchirer dès le début de l'affaire, et ne s'arrêteront qu'à la Libération,. Jacques Soustelle souligne : « C'était pour nous une zone pourrie de la région B [...] à cause de la trahison de Grandclément ». Gaston Cusin, lorsqu'il se rend à Bordeaux pour prendre fonction de commissaire de la République, ne peut faire confiance à personne, au point de devoir se réfugier durant les trois derniers mois de l'occupation de Bordeaux chez Maurice Papon, secrétaire général de la préfecture de la Gironde, sur le conseil de Roger-Samuel Bloch.

## Documentaire
- L'Affaire Grandclément, film de Daniel Grandclément, France, 2007, 52 minutes, HDV[48].